# Cilegon
Cilegon är en stad på ön Java i Indonesien. Den tillhör provinsen Banten och har cirka 440 000 invånare.

## Administrativ indelning
Cilegon är indelad i åtta underdistrikt (kecamatan):
- Cibeber
- Cilegon
- Citangkil
- Ciwandan
- Gerogol
- Jombang
- Pulomerak
- Purwakarta